# Attila Balázs
Attila Balázs (Budapest, 27 de diciembre de 1988) es un tenista profesional húngaro. En su carrera ha ganado dos torneos Challenger de individuales.

## Títulos ATP (0; 0+0)

### Individual (0)
| Leyenda                   |
| Grand Slam (0)            |
| ATP World Tour Finals (0) |
| ATP Masters 1000 (0)      |
| ATP World Tour 500 (0)    |
| ATP World Tour 250 (0)    |

#### Finalista (1)
| N.º | Fecha               | Torneo | Superficie    | Oponente en la final | Resultado |
| --- | ------------------- | ------ | ------------- | -------------------- | --------- |
| 1.  | 21 de julio de 2019 | Umag   | Tierra batida | Dušan Lajović        | 5-7, 5-7  |

## Torneos Challenger

### Individuales (2)
| Leyenda               |
| ATP Challenger Series |

| No. | Fecha      | Torneo                           | Superficie    | Oponente en la final | Marcador final      |
| 1.  | 10.10.2010 | Challenger de Palermo, Italia    | Tierra batida | Martin Fischer       | 7-6(4), 2-6, 6-1    |
| 2.  | 16.01.2020 | Challenger de Bangkok, Tailandia | Dura          | Aslan Karatsev       | 7-6(5), 0-6, 7-6(6) |

### Futures (11)
| Torneos Futures |

| Nº  | Fecha      | Torneo               | Superficie    | Rival             | Resultado        |
| 1.  | 16.06.2008 | Serbia F1, Serbia    | Tierra batida | Nikola Mektić     | 6-7(1), 6-1, 6-2 |
| 2.  | 18.08.2008 | Serbia F5, Serbia    | Tierra batida | Claudio Grassi    | 6-4, 6-3         |
| 3.  | 19.01.2009 | Israel F1, Israel    | Dura          | Amir Hadad        | 6-1, 6-3         |
| 4.  | 17.08.2009 | Rumania F14, Rumania | Tierra batida | Marius Copil      | 3-6, 7-5, 6-3    |
| 5.  | 09.11.2009 | Irán F7, Irán        | Tierra batida | David Savić       | 6-0, 7-6(4)      |
| 6.  | 16.11.2009 | Irán F8, Irán        | Tierra batida | Gero Kretschmer   | 6-2, 4-6, 6-3    |
| 7.  | 18.01.2010 | España F2, España    | Tierra batida | Francesco Aldi    | 6-7(3), 6-4, 6-1 |
| 8.  | 22.03.2010 | Croacia F2, Croacia  | Tierra batida | Matteo Viola      | 6-4, 6-4         |
| 9.  | 17.07.2010 | Irán F1, Irán        | Tierra batida | Abdullah Magdas   | 6-2, 6-2         |
| 10. | 23.07.2010 | Irán F2, Irán        | Tierra batida | Paris Gemouchidis | 6-1, 6-4         |
| 11. | 24.06.2012 | Serbia F2, Serbia    | Tierra batida | Danilo Petrovic   | 6-2, 6-2         |